# 法国元帅

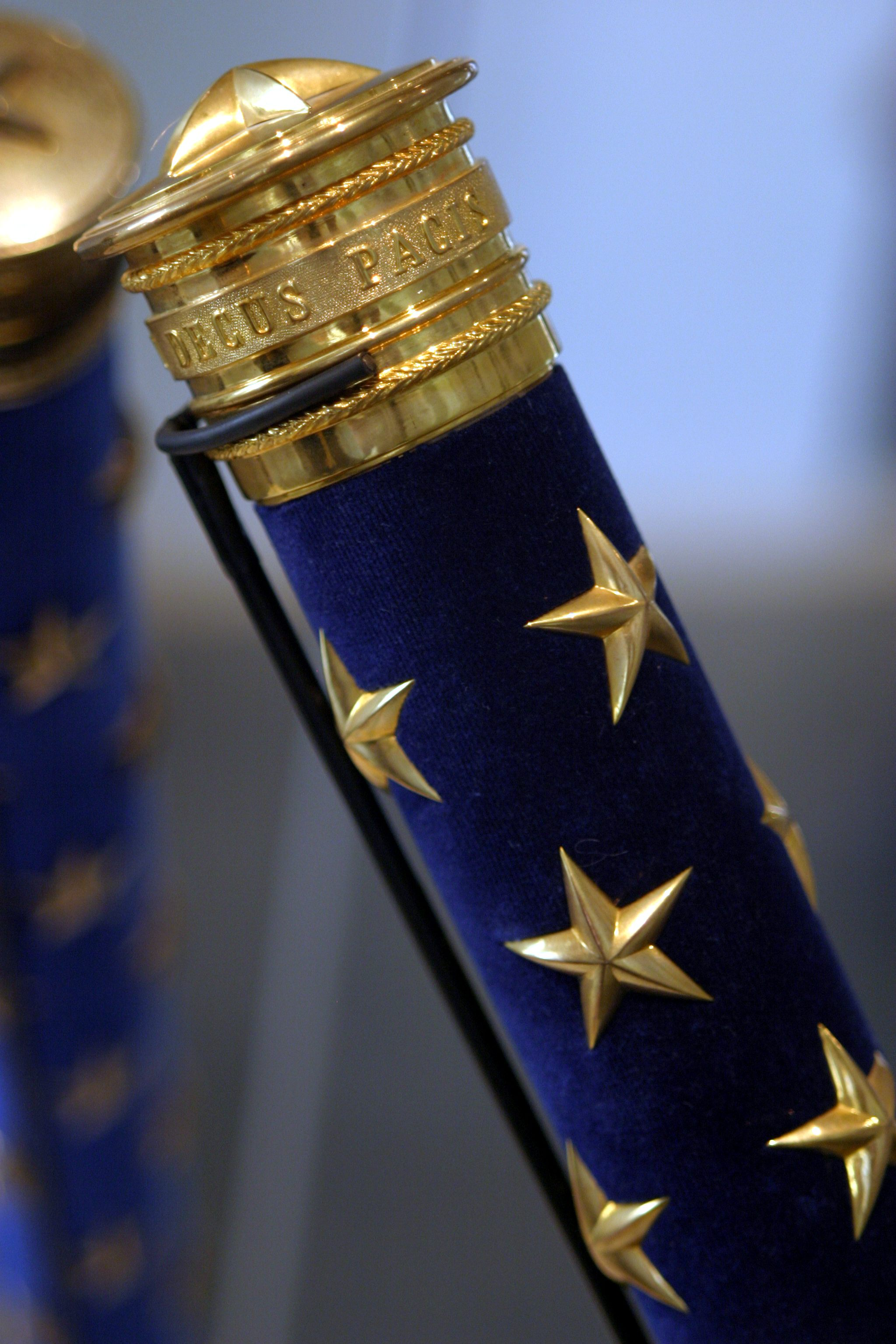
一位现代法国元帅的权杖

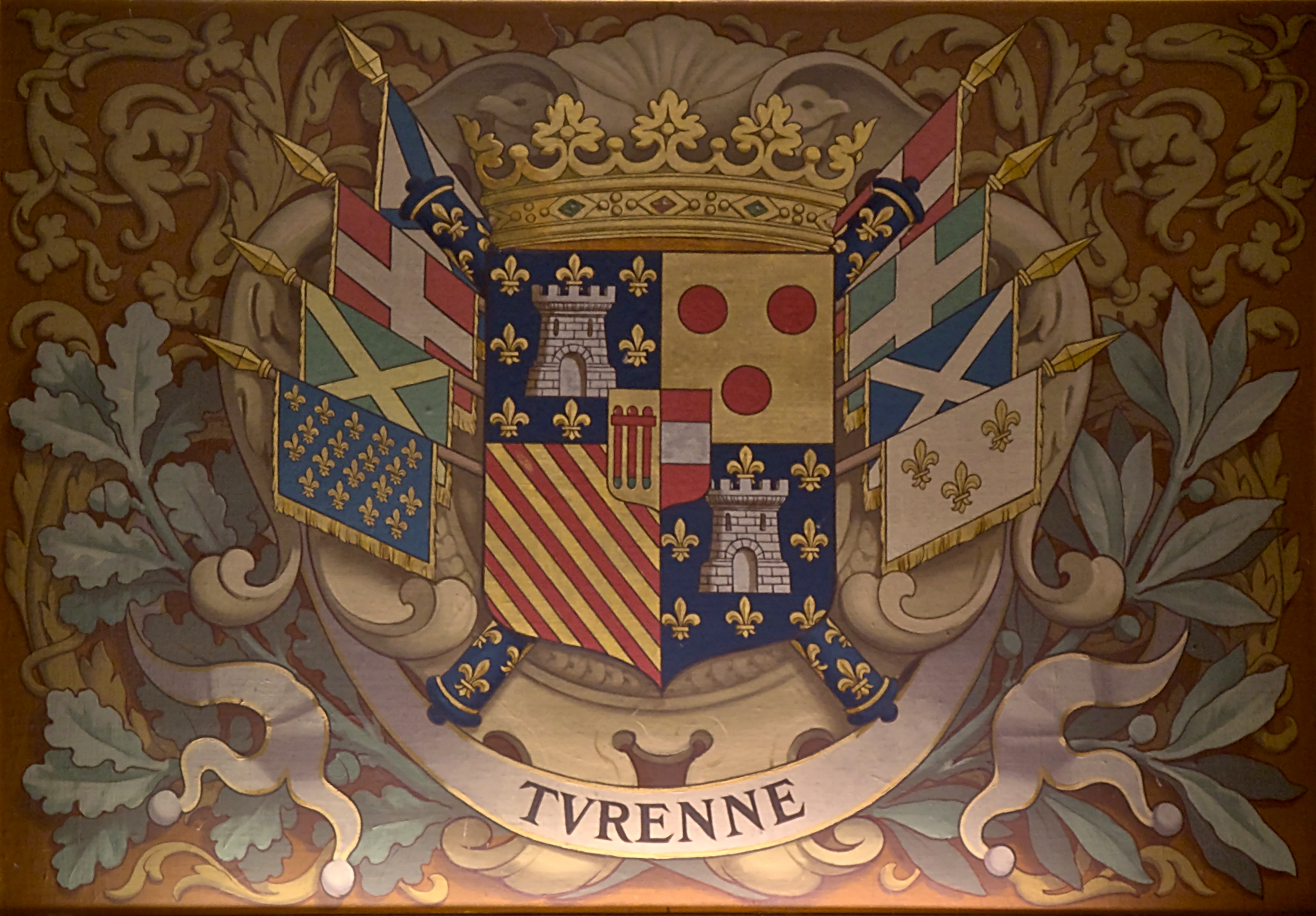
法國元帥蒂雷納子爵的紋章

法国元帅肩章

法國元帥（法語：maréchal de France）是法國的一种榮譽，由腓力二世（Philippe Auguste）为艾伯里克·克列芒（Albéric Clément）所设。它不同于“maréchal”，这个法语词来源于法兰克日耳曼语“马”和“仆人”。在中世纪的法国和其他一些欧洲国家，“maréchal”是军队中的一般官职，他负责军队的行军队形和作战队形，监督警卫勤务的执行，管理军队庶务以及指挥前卫，选择营地等工作。
在随后的几个世纪，法国元帅成为了国王的重要军事长官，由王室統帥（connétable）领导。1624年红衣主教黎塞留撤销了王室統帥的称号，法国元帅就成为了陆军的最高统帅。六位法国元帅被授于法国大元帅（Marshal General of France，国王陛下麾下大元帅）这一高贵的军阶：比隆公爵、莱迪吉耶尔公爵、蒂雷納子爵、維拉爾公爵、萨克斯伯爵和苏尔特。
在法兰西第一帝国期间，元帅被称为“帝國元帥”（maréchal d'Empire）。 在波旁王朝复辟时，这称号恢复为法国元帅，到拿破仑三世保持了下来。
在当代法国，元帅是一种军人的荣誉，不是军队的军阶，是为将军们卓越的成就而赠与他们的。它的标志为7颗星，元帅权杖是一个蓝色圆柱与星（以前是法国王室的标记百合花图案）。
目前法国最後一位被授予元帥的是馬里-皮埃爾·柯尼希，1970年去世，1984年追授；最後一位在世被授予元帥的是阿爾方斯·朱安，1952年晉陞，1967年去世。

## 歷史
法國元帥這個稱號源自於法王腓力二世於1190年為艾伯里克·克列芒所設立的「marescallus Franciae」辦公室。1793年，國民公會廢除了這個稱號，但在法蘭西第一帝國時期，拿破崙又以帝國元帥的稱號重設。波旁復辟後，稱號改為法國元帥，並於拿破崙三世上台後繼續沿用。拿破崙三世和他的第二帝國倒台後，新生的第三共和並未採用這個稱號，直到第一次世界大戰爆發後，才恢復這個稱號，但是是為了在軍事表彰而非用作軍銜。
和軍隊中授予的軍銜不同，這時的法國元帥做為軍事表彰係由法國議會通過的特別法律來頒發，因此這類的元帥無法被降職。最著名的例子要屬菲利普·貝當，他因一戰中卓越表現而被頒發法國元帥稱號，但他在二戰時期因成為維琪法國的通敵合作者，從而被判處叛國罪，剝奪了其他的職位和頭銜；但由於三權分立的原則，判決他的法院無權取消使他成為元帥的法律。
最後一名在世就晉升法國元帥的是阿爾方斯·朱安，他於1952年晉升、1967年逝世。最後一名法國元帥則是馬里-皮埃爾·柯尼希，他於1984年被追授為法國元帥。現在，法國元帥的頭銜只授予給曾在戰時獲勝過的將領。

## 卡佩王朝直系

### 腓力二世（1180年至1223年）
- 艾伯里克·克列芒（Albéric Clément），（死于1191年），1190年被授于第一个法国元帅称号
- 纪尧姆·德·布尔内尔（Guillaume de Bournel），（死于1195年），1192年被授于法国元帅
- 尼维隆·达拉斯（Nivelon d'Arras），（死于1204年），1202年被授于法国元帅
- 亨利一世·克列芒，"Little Marshal小元帅"，阿尔让坦的勒梅兹（Le Mez）领主  （1170年 - 1214年），1204年被授于法国元帅
- 让三世·克列芒，阿尔让坦的勒梅兹领主 （死于1262年），1214年被授于法国元帅
- 纪尧姆·德拉·都尔奈勒（Guillaume de la Tournelle），（?-?），1220年被授于法国元帅

### 路易九世（1226年至1270年）
- 费里·帕斯泰（Ferry Pasté），夏勒朗日领主（Lord of Challeranges） （死于1247年），1240年被授于法国元帅
- 让·纪尧姆·德·博蒙（Jean Guillaume de Beaumont），（死于1257年），1250年被授于法国元帅
- 高希尔三世，内穆尔领主（Lord of Nemours） （死于1270年），1257年被授于法国元帅
- 亨利二世·克列芒，阿尔让坦的勒梅兹领主 （死于1265年），1262年被授于法国元帅
- 亨里克·德·博热（Héric de Beaujeu），（死于1270年），1265年被授于法国元帅
- 雷诺·德·普勒西尼（Renaud de Précigny），（死于1270年），1265年被授于法国元帅
- 拉乌尔二世·索雷斯，surnommé d'Estrée （死于1282年），1270年被授于法国元帅
- 朗斯洛·德·圣-马亚尔（Lancelot de Saint-Maard），（死于1278年），1270年被授于法国元帅

### 腓力三世（1270年至1285年）
- 费里·德·维尔纳叶（Ferry de Verneuil），（死于1283年），1272年被授于法国元帅
- 纪尧姆五世·杜贝克·克雷斯潘，（死于1283年），1283年被授于法国元帅
- 让二世·德·阿尔古，夏特勒罗尔子爵，阿尔古领主，（死于1302年），1283年被授于法国元帅
- 拉乌尔五世·勒弗拉蒙克，（死于1287年），1285年被授于法国元帅

### 腓力四世（1285年至1314年）
- 让·德·瓦勒讷（Jean de Varennes），（死于1292年），1288年被授于法国元帅
- 西蒙·德·默伦（Simon de Melun），拉洛普和马谢维尔领主（Lord of La Loupe and of Marcheville） （死于1302年），1290年被授于法国元帅
- 居伊·伊尔·德·克列芒·德·内斯莱（Guy Ier de Clermont de Nesle），（死于1302年），1292年被授于法国元帅
- 富尔克·杜莫尔（Foulques du Merle），又称富科（Foucaud），（死于1314年），1302年被授于法国元帅
- 米勒六世·德·努瓦耶（Miles VI de Noyers），（死于1350年），1302年被授于法国元帅
- 让·德·科尔贝（Jean de Corbeil），格里兹领主（Lord of Grez） （死于1318年），1308年被授于法国元帅

### 路易十世（1314年至1316年）
- 让四世·德·博蒙（Jean IV de Beaumont） （死于1318年），1315年被授于法国元帅

### 腓力五世（1316年至1322年）
- 马蒂厄·德·特里，（死于1344年），1318年被授于法国元帅
- 让·德巴尔（Jean des Barres），1318年被授于法国元帅
- 贝纳尔六世·德·莫勒尔，莫勒尔领主（死于1350年），1322年被授于法国元帅

### 查理四世（1322年至1328年）
- 罗贝尔-让·贝特朗·德·布里凯贝克（Robert-Jean Bertran de Briquebec），布里凯贝克男爵，Viscount of Roncheville （死于1348年），1325年被授于法国元帅

## 瓦卢瓦王朝

### 腓力六世（1328年至1350年）
- 安苏·德·儒安维尔（Anseau de Joinville），（1265年 - 1343年），1339年获法国元帅
- 夏尔·德·蒙莫朗西（Charles de Montmorency），蒙莫朗西领主（Lord of Montmorency） （1325年 - 1381年），1344年获法国元帅
- 罗贝尔·德·瓦朗（Robert de Waurin），圣维南领主（Lord of Saint-Venant） （died 1360年），1344年获法国元帅
- 居伊二世·德·内斯莱（Guy II de Nesle），奥费蒙和梅洛领主（Lord of Offémont and of Mello） （died 1352年），1345年获法国元帅
- 爱德华·德·博热（Édouard de Beaujeu），（1316年 - 1351年），夏多奴夫领主（Lord of Châteauneuf），1347年获法国元帅

### 约翰二世（1350年年至1364年）
- 阿尔诺·奥德雷海姆（Arnoul d'Audrehem），奥德雷海姆领主（Lord of Audrehem） （死于1370年），1351年获法国元帅
- 罗格·德·昂热（Rogues de Hangest），阿维斯内库尔领主（Lord of Avesnecourt） （死于1352年），1352年获法国元帅
- 让·德·克莱蒙（Jean de Clermont），尚蒂伊和博蒙领主（Lord of Chantilly and of Beaumont） （死于1356年），1352年获法国元帅
- 让·勒曼格尔（Jean Le Meingre） 又叫布锡考特（Boucicaut），绰号勇敢者（The Brave） （1310年 - 1367年），1356年获法国元帅

### 查理五世（1364年至1380年）
- 让四世·德·莫昆西（Jean IV de Mauquenchy），布兰维尔领主（Lord of Blainville）（死于1391年），1368年获法国元帅
- 路易二世·德·香槟（Louis II de Champagne），桑塞尔伯爵（Count of Sancerre） （1342年 - 1402年），1369年获法国元帅

### 查理六世（1380年至1422年）
- 让二世·勒曼格尔 又叫布锡考特（Boucicaut）， （1364年 - 1421年），1391年获法国元帅
- 让二世·德·里厄（Jean II de Rieux），罗歇弗尔和里厄领主（Lord of Rochefort and of Rieux） （1342年 - 1417年），1397年获法国元帅
- 皮埃尔·德·里厄，罗歇弗尔和里厄领主（Lord of Rochefort and of Rieux）（1389年 - 1439年），1417年获法国元帅
- 克洛德·德·波伏瓦，夏斯特吕领主和阿瓦隆子爵（Lord of Chastellux and Viscount of Avallon） （1385年 - 1453年），1418年获法国元帅
- 让·德·维利尔·德·里斯莱-亚当（Jean de Villiers de L'Isle-Adam），（1384年 - 1437年），1418年获法国元帅
- 雅克·德·蒙贝隆（Jacques de Montberon），恩古莫瓦领主（Lord of Engoumois） （死于1422年），1418年获法国元帅
- 吉爾貝·莫提耶·德·拉法葉，（1396年 - 1464年），1421年获法国元帅
- 安托万·德·维吉（Antoine de Vergy），（死于1439年），1422年获法国元帅
- 让·德·拉博姆（Jean de La Baume），蒙特勒韦尔-恩-布雷斯伯爵（Count of Montrevel-en-Bresse） （死于1435年），1422年获法国元帅[1]

### 查理七世（1422年至1461年）
- 阿莫里·德·塞弗拉克（Amaury de Séverac），绍德-艾格（Chaude-Aigues）的博凯尔领主  （† 1427年），1424年获法国元帅
- 让·德·布罗斯，聖-塞維爾（Sainte-Sévère）的博萨克男爵 （1375年 - 1433年），1426年获法国元帅
- 吉尔·德·赖伐尔-蒙莫朗西，“Maréchal de Rais”，昂格朗德和常普托西领主（Lord of Ingrande and of Champtocé），（1404年 - 1440年），1429年获法国元帅
- 安德烈·德·蒙福爾-拉瓦爾（André de Montfort-Laval），洛埃阿克和雷领主（Lord of Lohéac and of Retz） （1408年 - 1486年），1439年获法国元帅
- 菲利普·德·库朗（Philippe de Culant），雅洛瓦内、拉克鲁瓦塞特、圣阿尔芒和沙莱领主（Lord of Jaloignes，of La Croisette，of Saint-Armand and of Chalais） （死于1454年），1441年获法国元帅
- 让·波东·德·桑特拉伊（Jean Poton de Xaintrailles），利穆赞管家（Seneschal de Limousin） （1400年 † 1461年），1454年获法国元帅

### 路易十一的四位法国元帅，1461-1483
- 若阿尚·鲁豪尔·德·加马歇（Joachim Rouhault de Gamaches），布瓦兹梅纳尔领主（Lord of Boismenard） （死于1478年），1461年获法国元帅
- 让·德·里斯肯，绰号“阿马尼亚克的杂种Bastard of Armagnac,” 科曼热伯爵 （死于1473年），1461年获法国元帅
- 沃尔法特六世·范博塞伦（Wolfart VI Van Borselleen），荷兰的韦瓦伯爵和苏格兰的巴肯伯爵 （死于1487年），1464年获法国元帅
- 皮埃尔·德·罗翰·德吉埃（Pierre de Rohan de Gié），罗翰领主（Lord of Rohan） （1450年 - 1514年），1476年获法国元帅

### 查理八世（1483年至1498年）
- 菲利普·德·克雷弗克·德斯凯尔德（Philippe de Crèvecœur d'Esquerdes），（1418年 - 1494年），1486年获法国元帅
- 让·德·博德里古，修蒙的舒瓦瑟尔领主 （死于1499年），1486年获法国元帅

## 瓦卢瓦-奥尔良王朝

### 路易十二（1498年至1515年）
- 雅克·德·特里维尔斯（Jacques de Trivulce），（1448年 - 1518年），维吉瓦诺侯爵，1499年获
- 查理二世·昂布瓦兹·德·休蒙，（1473年 - 1511年），梅朗和沙朗东的休蒙领主，1506年获
- 奥德·德·富瓦 (罗特列克子爵)，（1485年 - 1528年），罗特列克子爵，1511年获
- 罗贝尔·斯图亚特·多比尼（Robert Stuart d'Aubigny），（1470年 - 1544年），雷诺克斯伯爵，1514年获

## 瓦卢瓦-昂古莱姆王朝

### 弗朗索瓦一世（1515年至1547）
- 雅克二世·德夏邦涅，拉帕里斯领主 （死于1525年），1515年获法国元帅
- 加斯帕一世·德·科利尼，卢万河畔沙蒂永领主（Lord of Chatillon-sur-Loing） （死于1522年），1516年获法国元帅
- 托马斯·德·富瓦-里斯肯，（死于1525年），1518年获法国元帅
- 昂·德·蒙莫朗西，当维尔和蒙莫朗西公爵，瓦兹河畔博蒙和当马丹伯爵（Count of Beaumont-sur-Oise and of Dammartin），梅伦子爵（Viscount of Melun），法兰西第一男爵和骑士团团长（first Baron of France and Grand Master），法国陆军统帅（1492年 - 1567年），1522年获法国元帅
- 西奥多尔·特里维尔斯（Théodor Trivulce），（1458年 - 1531年），1526年获法国元帅
- 罗伯特三世·德·拉马克，布永公爵，色当领主（Lord of Sedan） （1491年 - 1537年），1526年获法国元帅
- 克洛德·达伊利，安内博領主（Seigneur d’Annebaut） （死于1500年），1538年获法国元帅
- 克洛德·达纳博（Claude d'Annebaut），（1500年 - 1552年），1538年获法国元帅
- 勒内·德·蒙让（René de Montjean），蒙让领主（Lord of Montjean,） 1538年获法国元帅
- 乌达尔·迪比耶（Oudard du Biez），勒贝兹领主（Seigneur of Le Biez） （死于1553年），1542年获法国元帅
- 安托万·德·莱特-德斯普雷斯（Antoine de Lettes-Desprez），蒙贝查领主（Lord of Montpezat），1544年获法国元帅
- 让·卡拉乔里，梅尔菲亲王（Prince of Melphes） （1480年 - 1550年），1544年获法国元帅

### 亨利二世的五位法国元帅，1547年 - 1559年
- 雅克·德伯恩·德·圣安德烈 （弗朗萨侯爵） （死于1562年），1547年获法国元帅
- 罗伯特四世·德·拉马克 （布永公爵和色当亲王）（Duke of Bouillon and Prince of Sedan） （1520年 - 1556年），1547年获法国元帅
- 布里萨克伯爵夏尔一世·德·科塞 （1505年 - 1563年），1550年获法国元帅
- 皮埃尔·斯特罗兹（Pierre Strozzi），（1500年 - 1558年），1554年获法国元帅
- 特姆领主保罗·德·拉巴特（Paul de La Barthe，Lord of Thermes） （1482年 - 1558年），1558年获法国元帅

### 弗朗索瓦二世的一位法国元帅 1559年
- 弗朗索瓦 （蒙莫朗西公爵） （1520年 - 1563年）， 1559年获法国元帅

### 查理九世的七位法国元帅，1560-1574
- 弗朗索瓦·德·塞波（François de Scépeaux），维埃耶维尔领主（Lord of Vieilleville），（1509年 - 1571年），1562年获法国元帅
- 安贝尔·德·拉普莱里埃尔（Imbert de La Plâtrière），布尔迪永领主（Lord of Bourdillon） （1524年 - 1567年），1564年获法国元帅
- 亨利一世 （蒙莫朗西公爵），当维尔领主（Lord of Damville），蒙莫朗西公爵，当马丹和阿累斯伯爵，夏多布里昂男爵，尚蒂伊和埃库昂领主 （1534年 - 1614年），1566年获法国元帅
- 阿图斯·德·科塞-布里萨克（Artus de Cossé-Brissac），康诺领主和塞康迪尼伯爵（Count of Secondigny） （死于1582年），1567年获法国元帅
- 加斯帕尔·德·索（Gaspard de Saulx），塔瓦讷领主（Lord of Tavannes） （1509年 - 1575年），1570年获法国元帅
- 奥诺拉二世·德·萨伏伊，维拉尔侯爵（Marquis of Villars） （死于1580年），1571年获法国元帅
- 阿贝尔·德·贡迪，莱茨公爵 （1522年 - 1602年），1573年获法国元帅

### 亨利三世的七位法国元帅，1574-1589
- 罗歇一世·德·圣拉里，贝莱加尔德领主（Lord of Bellegarde） （死于1579年），1574年获法国元帅
- 布莱斯·德·蒙吕克， （1502年 - 1577年），1574年获法国元帅
- 比隆男爵，（1524年 - 1592年），1577年获法国元帅
- 雅克·德·戈永（Jacques de Goyon），马提翁和莱斯帕尔（Lord of Matignon and of Lesparre），托里尼伯爵（Count of Thorigny），吉伦特河畔莫尔塔尼亲王（Prince of Mortagne sur Gironde） （1525年 - 1597年），1579年获法国元帅
- 让六世·奥蒙，埃斯特拉本内男爵（Baron of Estrabonne），夏托鲁伯爵（Count of Châteauroux）  （死于1580年），1571年获法国元帅
- 纪尧姆·德·若欧斯，若歐斯子爵，圣迪迪耶、兰东、普伊维、阿爾克侯爵（Marquis d'Arques）Lord of Saint-Didier，of Laudun，of Puyvert and of Arques （1520年 - 1592年），1582年获法国元帅
- 夏尔二世·德·科塞-布里萨克，布里萨克公爵（Duke of Brissac） （1562年 - 1621年），亨利三世赠予他法国元帅头衔

## 波旁王朝

### 亨利四世的十位法国元帅 1592年-1602年
- 1592年
  - 布永公爵亨利·德拉圖爾·多韋涅（1555年 - 1623年）
- 1594年
  - 比隆男爵和公爵 （1562年 - 1602年）
  - 拉梅宗福尔男爵克洛德·德·拉沙特尔（Claude de La Chatre，Baron de la Maisonfort）  （1536年 - 1614年）
  - 让·德·蒙吕克·德·巴拉尼（Jean de Montluc de Balagny），（1560年 - 1603年）
- 1595年
  - 拉瓦丹侯爵让三世·德·鲍马诺瓦尔（Jean III de Baumanoir，Marquis of Lavardin and Count of Nègrepelisse） （1551年 - 1614年）
  - 亨利 （若歐斯公爵） （1567年 - 1608年）
  - 塞布尔侯爵 （1557年 - 1629年）
- 1597年
  - 阿尔方斯·多纳诺（Alphonse d’Ornano），（1548年 - 1610年）
- 格朗塞伯爵 （1537年 - 1613年）
- 1608年
  - 莱迪吉耶尔公爵弗朗索瓦·德·博内 （1543年 - 1626年）

### 路易十三的三十四位法国元帅，1613年 - 1643年
- 1613年 :
  - 康西诺·孔奇尼，昂克尔侯爵 （死于1617年）
- 1614年 :
  - 蘇弗爾侯爵吉勒·德·库尔唐沃（Gilles de Courtenvaux，Marquis of Souvré） （1540年 - 1626年）
  - 安托万 （罗克洛尔男爵） （1560年 - 1625年）
- 1616年 :
- 梅宗福尔男爵 （死于1630年）
- 泰米内侯爵庞斯·德·洛齐埃-泰米内-卡尔代拉克（Pons de Lauzières-Thémines-Cardaillac，Marquis of Thémines） （1553年 - 1627年）
- 弗朗索瓦·德·拉·格朗日·达吉昂，蒙提尼领主（Lord of Montigny）和贝里的塞里领主（Lord of Séry in Bérry） （1554年 - 1617年），1616年授法国元帅
- 尼古拉·德·罗必塔，维特里公爵 （1581年 - 1644年），1617年授法国元帅
- 1619年 :
  - 夏尔·德·舒瓦瑟尔 （勒普莱西-普拉兰伯爵） （1563年 - 1626年）
  - 拉帕里斯伯爵让·弗朗索瓦·德·拉吉什 （1569年 - 1632年）
- 1620年 :
  - 绍讷公爵奥诺雷·阿尔贝·戴利（Honoré d'Albert d'Ailly，Duke of Chaulnes） （1581年 - 1649年）
  - 奥贝特尔子爵弗朗索瓦·德斯帕贝·德·吕桑（François d'Esparbes de Lussan，Viscount of Aubeterre） （1628年）
- 1621年 :
  - 克雷基侯爵 （1580年 - 1638年）
  - 拉佛什公爵雅克·诺姆帕尔·德·考蒙（1551年 - 1652年）
- 1622年 :
  - 弗朗索瓦，巴松皮埃尔侯爵  （1579年 - 1646年）
  - 加斯帕尔·德·科利尼（沙蒂永公爵） （1584年 - 1646年）
- 1625年 :
  - 南特伊伯爵绍姆贝格 （1574年 - 1632年）
- 1626年 :
  - 让·巴蒂斯特·多纳诺 （1581年 - 1626年）
  - 德斯特雷公爵 （1573年 - 1670年）
- 1627年 :
  - 蒂莫莱昂·德毕内·德·圣-吕克 （1580年 - 1644年）
- 1629年 :
  - 路易·德·马里利亚克（Louis de Marillac），博蒙-勒-罗歇伯爵 （1572年 - 1632年）
- 1630年 :
  - 亨利二世·德·蒙莫朗西 蒙莫朗西公爵和当维尔领主，兼法国海军元帅 （1595年 - 1632年）
  - 图瓦拉侯爵让·凯拉尔·安杜兹·德·圣-博内（Jean Caylar d’Anduze de Saint-Bonnet，Marquis of Toiras） （1585年 - 1636年）
- 1631年 :
  - 埃菲亚侯爵安托万·科埃菲耶·德·卢泽·埃菲亚（Antoine Coëffier de Ruzé d'Effiat|Antoine Coëffier de Ruzé，Marquis of Effiat） （1581年 - 1632年）
- 1632年 :
  - 布莱热侯爵 （1597年 - 1650年）
- 1634年
  - 苏利公爵馬克西米利安·德·贝蒂讷 （1560年 - 1641年）
- 1637年 :
  - 夏尔·德·绍姆贝格 （哈卢安公爵） （1601年 - 1656年）
- 1639年 :
  - 夏尔·德·拉波特 （梅耶雷侯爵） （1602年 - 1664年）
- 1641年 :
  - 安托万三世 （格拉蒙公爵） （1604年 - 1678年）
- 1642年 :
  - 盖布里昂伯爵 （1602 - 1643年）
  - 菲利普·德·拉莫特-乌当库尔 （卡多纳公爵） （1605年 - 1657年）
- 1643年
  - 罗斯纳伯爵 （1583年 - 1660年）
  - 蒂雷納子爵
  - 让 （卡松伯爵） （1609年 - 1647年）

### 路易十四的五十一位法国元帅,1643年 - 1715年
- 舒瓦瑟尔公爵塞萨尔 （1598年 - 1675年），1645年获法国元帅
- 兰特佐伯爵若西亚（Josias，Count of Rantzau） （1609年 - 1650年），1645年获法国元帅
- 维勒鲁瓦公爵尼古拉·德·纳维尔（1597年 - 1685年），1646年获法国元帅
- 奥蒙公爵安托万·奥蒙·德·罗歇巴隆（Antoine d'Aumont de Rochebaron，Duc d'Aumont） （1601年 - 1669年），1651年获法国元帅
- 拉费尔泰-安贝尔侯爵雅克·德斯唐皮 （1590年 - 1663年），1651年获法国元帅
- 拉费尔泰-森特尔公爵亨利 （1600年 - 1681年），1651年获法国元帅
- 奥克坎库尔侯爵夏尔·德·穆希 （1599年 - 1658年）,1651年获元帅衔
- 格朗塞伯爵雅克·鲁克塞尔 （1603年 - 1680年），1651年获法国元帅
- 拉福尔斯公爵阿尔芒·诺姆帕尔·德·考蒙 （1582年 - 1672年），1652年获法国元帅
- 拉帕留厄伯爵菲利普·德·克莱朗博 （1606年 - 1665年），1652年获法国元帅
- 米奥桑伯爵塞萨尔·福玻斯·阿尔布朗（César Phœbus d’Albrand of Miossens） （1614年 - 1676年），1653年获法国元帅
- 勒道农伯爵 （Count of Le Daugnon） （1616年 - 1659年），1653年获法国元帅
- 蒙特热伯爵（Jean de Schulemberg，Count of Montejeu） （1597年 - 1671年），1658年获法国元帅
- 埃斯泰尔奈侯爵亚伯拉罕·德·法贝尔（Abraham de Fabert d'Esternay） （1599年 - 1662年），1658年获法国元帅
- 卡斯特尔诺侯爵雅克·德·莫维西埃（Jacques de Mauvisière）  （1620年 - 1658年），1658年获法国元帅
- 贝莱丰德侯爵贝纳尔丹·吉高特（Bernardin Gigault de Bellefonds） （1630年 - 1694年），1668年获法国元帅
- 马里内侯爵弗朗索瓦·德·克雷基 （1620年 - 1687年），1668年获法国元帅
- 于米埃尔公爵路易·德·克勒旺， （1628年 - 1694年），1668年获法国元帅
- 戈德弗鲁瓦·埃斯特拉德伯爵（1607年 - 1686年），1675年获元帅衔
- 纳瓦伊公爵菲利普·德·蒙陶-贝纳克（Philippe de Montaut-Bénac，Duke of Navailles） （1619年 - 1684年），1675年获元帅衔
- 绍姆贝格公爵弗雷德里克·阿尔芒 （1616年 - 1690年），1675年获元帅衔
- 杜拉公爵雅克·亨利·德·杜弗尔 （1626年 - 1704年），1675年获元帅衔
- 拉弗亚德公爵弗朗索瓦·奥比松 （1625年 - 1691年），1675年获元帅衔
- 莫特马尔公爵路易·维克多·德·罗什舒瓦尔  （1636年 - 1688年），1675年获法国元帅
- 卢森堡公爵弗朗索瓦·亨利·德·蒙莫朗西-布特维尔 （1628年 - 1695年），1675年获元帅衔
- 罗什福尔侯爵亨利·路易·达洛瓦尼 （1636年 - 1676年），1675年获法国元帅衔
- 洛尔热公爵居伊·德·杜弗尔 （1630年 - 1702年），1676年获法国元帅
- 德斯特雷伯爵让二世 1624年 - 1707年），1681年获法国元帅
- 弗朗西埃尔侯爵克洛德·德·舒瓦瑟尔 （1632年 - 1711年），1693年获元帅衔
- 格兰普雷侯爵让-阿尔芒·德·若欧斯 （1632年 - 1710年），1693年获元帅衔
- 维勒鲁瓦公爵弗朗索瓦·德·纳维尔 （1644年 - 1730年），1693年获元帅衔
- 布夫莱公爵路易·弗朗索瓦 （1664年 - 1711年），1693年获元帅衔
- 图维尔伯爵安内·希拉里昂·德·科斯滕坦 （1642年 - 1701年），1693年获元帅衔
- 诺阿耶公爵安纳·朱尔 （1650年 - 1708年），1693年获元帅衔
- 尼古拉·卡蒂纳 （1637年 - 1712年），1693年获元帅衔
- 旺多姆公爵 （1654 - 1712），1695年获元帅衔
- 维拉尔公爵 （1653年 - 1734年），1702年获元帅衔
- 夏米伊侯爵诺埃尔·布东 （1636年 - 1715年），1703年获元帅衔
- 德斯特雷公爵维克多·马里 （1660年 - 1737年），1703年获元帅衔
- 沙托-雷諾侯爵弗朗索瓦·路易·鲁塞莱 （1637年 - 1716年），1703年获元帅衔
- 沃邦侯爵塞巴斯蒂安·勒普雷斯特 （1633年 - 1707年），1703年获元帅衔
- 罗森侯爵康拉德 （1628年 - 1715年），1703年获元帅衔
- 胡塞尔侯爵（Marquis of Huxelles） （1652 - 1730），1703年获元帅衔
- 泰塞伯爵勒内·德·弗鲁莱 （1651年 - 1725年），1703年获元帅衔
- 塔亚尔公爵卡米勒 （1652年 - 1728年），1703年获元帅衔
- 蒙特勒韦尔侯爵尼古拉·奥古斯特·德拉博姆 （1636年 - 1716年），1703年获元帅衔
- 阿尔古公爵亨利（Henry，duc d’Harcourt，marquis de Beuvron） （1654年 - 1718年），1703年获元帅衔
- 马尔桑伯爵斐迪南 （1656年 - 1706年），1703年获元帅衔
- 特威德河畔貝里克公爵 （1670年 - 1734年），1706年获元帅衔
- 马提翁伯爵夏尔·奥古斯特·戈永 （1647年 - 1729年），1708年获元帅衔
- 贝宗侯爵雅克·德·巴赞（Marquis of Bezons） （1645年 - 1733年），1709年获元帅衔
- 达达尼昂伯爵皮埃尔·德·孟德斯鸠（Pierre de Montesquiou，Count of Artagnan） （1645年 - 1725年），1709年获元帅衔 N.B. : 不是著名的三个火枪手中的达达尼昂（D’Artagnan）

### 路易十五的三十四位法国元帅 1715年 - 1774年
- 布罗伊伯爵维克托-莫里斯 （1646年 - 1727年），1724年获元帅衔
- 罗克洛尔公爵安托万·加斯东 （1656年 - 1738年），1724年获元帅衔
- 格朗塞和梅达维伯爵雅克·鲁克塞尔 （1655年 - 1725年），1724年获元帅衔
- 勒布尔格伯爵埃莱奥诺尔·曼恩 （1655年 - 1739年），1724年获元帅衔
- 达雷格里侯爵伊夫 （1653年 - 1733年），1724年获元帅衔
- 拉弗亚德公爵路易·奥布松 （1673年 - 1725年）,1724年获元帅衔
- 格拉蒙公爵安托万五世 （1671年 - 1725年），1724年获元帅衔
- 科埃特洛贡侯爵阿兰·伊曼纽尔（Alain Emmanuel，Marquis of Coëtlogon） （1646年 - 1730年），1730年获元帅衔
- 比隆公爵 （1663年 - 1756年），1734年获元帅衔
- 普伊塞古侯爵雅克·弗朗索瓦·德·夏斯特内（Jacques de Chastenet，Marquis of Puységur） （1665年 - 1743年），1734年获元帅衔
- 阿斯费尔德侯爵克洛德·毕达 （1665年 - 1743年），1734年获元帅衔
- 诺阿耶公爵阿德里昂-莫里斯 （1678年 - 1766年），1734年获元帅衔
- 丹格里亲王克里斯蒂安·路易·德·蒙莫朗西-卢森堡 （1713年 - 1787年），1734年获元帅衔
- 布罗伊伯爵弗朗索瓦-马利二世 （1671年 - 1745年），1734年获元帅衔
- 古瓦尼公爵弗朗索瓦·德·弗朗克托 （1670年 - 1759年），1734年获元帅衔
- 莱维-夏吕斯公爵 （1669年 - 1734年），1734年获元帅衔
- 塞勒斯特侯爵 （1671年 - 1750年），1740年获元帅衔
- 绍讷公爵路易·奥古斯特·阿尔贝·达伊利 （1676年 - 1744年），1741年获元帅衔
- 楠日公爵路易·阿尔芒·德·布里舍托 （1682年 - 1742年），1741年获元帅衔
- 伊森海因亲王路易·德冈·德·梅罗德·德·蒙莫朗西 （1678年 - 1762年），1741年获元帅衔
- 杜拉斯公爵让-巴蒂斯特·德·杜弗 （1684年 - 1778年），1741年获元帅衔
- 马耶布瓦侯爵让-巴蒂斯特·德马雷 （1682年 - 1762年），1741年获元帅衔
- 贝尔岛公爵夏尔·富凯，又称贝尔岛元帅the Marshall of Belle-Isle （1684年 - 1762年），1741年获元帅衔
- 萨克斯伯爵赫尔曼-莫里斯， （1696年 - 1750年），1741年获元帅衔
- 莫莱夫里耶侯爵让-巴蒂斯特·安德罗（Jean-Baptiste Andrault，Marquis of Maulévrier） （1677年 - 1754年），1745年获元帅衔
- 贝兰库尔侯爵 （1680年 - 1770年），1746年获元帅衔
- 拉法尔侯爵菲利普·夏尔 （1687年 - 1752年），1746年获元帅衔
- 达库尔公爵 （1689年 - 1750年），1746年获元帅衔
- 蒙莫朗西-赖伐尔伯爵居伊 （1677年 - 1751年），1747年获元帅衔
- 克莱蒙-托内尔公爵加斯帕 1688年 - 1781年，1747年获元帅衔
- 拉莫特-乌当库尔侯爵路易·克洛德（Louis Claude，Marquis of La Mothe-Houdancourt） （1687年 - 1755年），1747年获元帅衔
- 勒文答尔伯爵乌尔里希 （1700年 - 1755年），1747年获元帅衔
- 黎塞留公爵 （1696年 - 1788年），1748年获元帅衔
- 拉图尔-茂堡侯爵 （1684年 - 1764年），1757年获元帅衔
- 比隆伯爵路易·安托万，（1701年 - 1788年），1757年获元帅衔
- 罗特列克子爵达尼埃尔·弗朗索瓦·德·热拉斯·德·瓦赞·丹布雷（Daniel François de Gélas de Lautrec） （1686年 - 1762年），1757年获元帅衔
- 皮内-卢森堡公爵夏尔·弗朗索瓦·弗雷德里克 （1702年 - 1764年），1757年获元帅衔
- 德斯特雷公爵路易·勒特里耶 （1695年 - 1771年），1757年获元帅衔
- 森特尔侯爵拉费尔泰，（1685年 - 1770年），1757年获元帅衔
- 托蒙德和克莱尔伯爵夏尔·奥布莱恩， （1699年 - ?），1757年获元帅衔
- 米赫布瓦公爵加斯东·德·莱维 （1699年 - 1758年），1757年获元帅衔
- 拉迪斯拉斯·伊格纳茨·德·贝尔歇尼（Ladislas Ignace de Bercheny），（1689年 - 1778年），1758年获元帅衔
- 康夫兰伯爵于贝尔·德·布里昂内 （1690年 - 1777年），1758年获元帅衔
- 康塔德斯侯爵路易·乔治（Louis Georges Érasme de Contades），（1704年 - 1795年），1758年获元帅衔
- 苏毕兹亲王夏尔·德·罗昂 （1715年 - 1787年），1758年获元帅衔
- 布罗伊公爵维克多·弗朗索瓦 （1718年 - 1804年），1759年获元帅衔
- 朗丹公爵居伊·米歇尔·德·杜弗尔·德·洛尔热 （1704年 - 1773年），1768年获元帅衔
- 阿尔芒蒂耶尔侯爵（Louis de Brienne de Conflans） （1711年 - 1774年），1768年获元帅衔
- 布里萨克公爵让·德·科塞 （1698年 - 1780年），1768年获元帅衔

### 路易十六的二十位法国元帅，1774年 - 1792年
- 阿尔古公爵安·皮埃尔 （1701年 - 1783年），1775年获法国元帅衔
- 诺阿耶公爵路易 （1713年 - 1793年），1775年获法国元帅衔
- 尼科赖伯爵 （1712年 - 1787年），1775年获法国元帅衔
- 菲茨-詹姆斯公爵夏尔 （1712年 - 1787年），1775年获法国元帅衔
- 穆希公爵菲利普 （1715年 - 1794年），1775年获法国元帅衔
- 杜拉斯公爵埃曼努埃尔·德·杜弗 （1715年 - 1789年），1775年获法国元帅衔
- 杜穆伊公爵路易·尼古拉 （1702年 - 1775年），1775年获法国元帅衔
- 圣-热尔曼伯爵克洛德 （1707年 - 1778年），1775年获法国元帅衔
- 赖伐尔公爵居伊·德·蒙莫朗西 （1723年 - 1798年），1783年获法国元帅衔
- 梅利伯爵奥古斯坦 （1708年 - 1794年），1783年获法国元帅衔
- 奥贝代尔侯爵亨利·博夏尔德·吕山 （1714年 - 1788年）,1783年获法国元帅衔
- 博沃-克拉昂亲王夏尔·德·博沃 （1720年 - 1793年）,1783年获法国元帅衔
- 沃克斯伯爵诺埃尔·约尔达 （1705年 - 1788年），1783年获法国元帅衔
- 塞居尔侯爵菲利浦 （1724年 - 1801年），1783年获法国元帅衔
- 舒瓦瑟尔伯爵雅克·德·舒瓦瑟尔-斯坦维尔 （1727年 - 1789年），1783年获法国元帅衔
- 卡斯特里侯爵夏尔·德·拉克鲁瓦 （1727年 - 1800年），1783年获法国元帅衔
- 克罗伊公爵安内·埃曼努埃尔 （1718年 - 1787年），1783年获法国元帅衔
- 莱维公爵弗朗索瓦 （1719年 - 1787年），1783年获法国元帅衔
- 尼古拉·德·吕克纳伯爵，（1722年 - 1794年），1791年获法国元帅衔
- 罗尚博伯爵让-巴普蒂斯特·德·维缪尔 （1725年 - 1807年），1791年获法国元帅衔

拿破仑元帅们的权杖

## 法兰西第一帝国
拿破仑一世的二十六位帝国元帅，1804年 - 1814年
- 路易斯·亚历山大·贝尔蒂埃，纳夏泰尔和瓦格拉姆亲王，瓦伦金公爵. （1753年 - 1815年），1804年5月19日晋封帝国元帅
- 若阿尚·缪拉，帝国亲王，贝格大公，1808年获封那不勒斯国王 （1767年 - 1815年），1804年5月19日晋封帝国元帅
- 邦·阿德里安·让诺·德·蒙塞，孔内利阿诺公爵。（1754年 - 1842年），1804年5月19日晋封帝国元帅
- 让-巴普蒂斯·儒尔当，儒尔当伯爵 （1762年 - 1833年），1804年5月19日晋封帝国元帅
- 安德烈·马塞纳，利沃里公爵，埃斯林亲王。（1758年 - 1817年），1804年5月19日晋封帝国元帅
- 皮埃尔·奥热罗，卡斯蒂维耶雷公爵（1757年 - 1816年），1804年5月19日晋封帝国元帅
- 让·巴普蒂斯·贝尔纳多特，蓬特-科沃亲王，1818年以卡尔十四世·约翰名即瑞典王位 （1763年 - 1844年），1804年5月19日晋封帝国元帅
- 纪尧姆·馬里-安内·布律纳，布律纳伯爵 （1763年 - 1815年），1804年5月19日晋封帝国元帅
- 讓·德迪厄·蘇爾特，达尔马提亚公爵 （1769年 - 1851年），1804年5月19日晋封帝国元帅，
- 让·拉纳，芒泰贝洛公爵 （1769年 - 1809年），1804年5月19日晋封帝国元帅
- 爱德华·阿道夫·卡西米尔·约瑟夫·莫蒂埃，特雷维佐公爵 （1768年 - 1835年），1804年5月19日晋封帝国元帅，1847年晋封法国大元帅
- 米歇尔·内伊，埃尔欣根公爵，莫斯科亲王（1769年 - 1815年），1804年5月19日晋封帝国元帅
- 路易·尼古拉·达武，奥尔施泰特公爵，埃克米尔亲王 （1770年 - 1823年），1804年5月19日晋封帝国元帅
- 让-巴普蒂斯·贝西埃尔，伊斯特利亚公爵 （1768年 - 1813年），1804年5月19日晋封荣誉帝国元帅
- 弗朗索瓦·克里斯多夫·凯勒曼，瓦尔米公爵 （1737年 - 1820年），1804年5月19日晋封帝国元帅
- 弗朗索瓦·约瑟夫·勒费弗尔，丹泽公爵 （1755年 - 1820年），1804年5月19日晋封荣誉帝国元帅
- 多米尼克·凯瑟林·德·佩里尼翁，佩里尼翁侯爵（1754年 - 1818年），1804年5月19日晋封荣誉帝国元帅
- 让-马蒂厄-菲利贝尔·塞律里埃，塞律里埃伯爵（1742年 - 1819年），1804年5月19日晋封荣誉帝国元帅
- 克洛德-維克托·佩蘭，贝卢诺公爵 （1764年 - 1841年），1807年7月13日晋封帝国元帅
- 埃蒂安-雅克-约瑟夫-亚历山大·麦克唐纳，塔朗托公爵 （1765年 - 1840年），1809年7月12日晋封帝国元帅
- 尼古拉·夏尔·乌迪诺，勒佐公爵 （1767年 - 1847年），1809年7月12日晋封帝国元帅
- 奧古斯特·德馬爾蒙，拉克萨公爵 （1774年 - 1852年），1809年7月12日晋封帝国元帅
- 路易·加布里埃尔·絮歇，阿尔布费拉公爵 （1770年 - 1826年），1811年7月8日晋封帝国元帅
- 洛朗·古维翁-圣西尔，古维翁-圣西尔侯爵 （1764年 - 1830年），1812年晋封帝国元帅
- 约瑟夫·波尼亚托夫斯基，波尼亚托夫斯基亲王 （1763年 - 1813年），1813年10月16日晋封帝国元帅
- 埃曼努尔·格鲁希，格鲁希侯爵（1766年 - 1847年），1815年4月15日晋封帝国元帅

## 波旁王朝复辟 1815年 - 1830年
路易十八的八位法国元帅，1815年 - 1824年
- 乔治·卡杜达尔（Georges Cadoudal）  （1771年-1804年） - 1814年 （死后追封）
- 让·维克多·莫罗  （1763年-1813年） - 1814年 （死后追封）
- 弗朗索瓦-亨利·德·弗朗克托·德·古瓦尼，古瓦尼公爵 （1737年 - 1821年），1816年获法国元帅衔
- 亨利·雅克·纪尧姆·克拉克，费尔特雷公爵 （1765年 - 1818年），1816年获法国元帅衔
- 伯农维尔侯爵皮埃尔·里埃尔（Pierre Riel de Beurnonville，Marquis of Beurnonville） （1752年 - 1821年），1816年获法国元帅衔
- 维奥默尼侯爵夏尔·约瑟夫·海辛特·杜霍克斯·德·维奥默尼（Charles Joseph Hyacinthe du Houx de Viomesnil）  （1734年 - 1827年），1816年获法国元帅衔
- 雅克·亚历山大·劳，劳里斯顿侯爵 （1768年 - 1828年），1823年获法国元帅衔
- 加布里埃尔·莫利托，莫利托伯爵 （1770年 - 1849年），1823年获法国元帅衔

查理十世的三个法国元帅，1824年 - 1830年 
- 霍亨洛厄-瓦尔登堡-巴尔滕施坦因亲王路易·阿洛瓦，（1765年 - 1829年）， 1827年获法国元帅衔
- 尼古拉斯·约瑟夫·马伊松（Nicolas Joseph Maison，1771年 - 1840年），马伊松侯爵，1829年获法国元帅衔
- 路易·奥古斯特·维克多·德·布尔蒙，布尔蒙伯爵 （1773年 - 1846年）， 1830年获法国元帅衔

## 七月王朝
路易·菲利普一世的十位法国元帅  1830年 - 1848年
- 热拉尔伯爵艾蒂安·莫里斯，（1773年 - 1822年），1830年授法国元帅
- 克洛泽尔伯爵贝尔特朗，（1772年 - 1842年），1831年授法国元帅
- 埃曼努尔·格鲁希，（1766年 - 1847年），1831年授法国元帅
- 洛鲍伯爵乔治·莫顿， （1770年 - 1838年），1831年授法国元帅
- 瓦雷伯爵， （1773年 - 1846年），1837年授法国元帅
- 塞巴斯蒂亚尼伯爵，（1772年 - 1851年），1840年授法国元帅
- 埃尔隆伯爵，（1765年 - 1844年），1843年授法国元帅
- 比若，（1784年 - 1849年），1843年授法国元帅
- 雷耶伯爵奥诺雷，（1775年 - 1860年），1847年授法国元帅
- 拉布吕内里子爵纪尧姆·多德，（1775年 - 1851年），1847年授法国元帅

## 法兰西第二共和国
路易-拿破仑·波拿巴的七位法国元帅，共和国总统在1848-1852年颁授
- 热罗姆·波拿巴，西伐利亚国王 （1784年 - 1860年），1850年授法国元帅
- 埃格泽尔芒伯爵，（1775年 - 1852年），1851年授法国元帅
- 哈里斯佩伯爵，（1768年 - 1855年），1851年授法国元帅
- 瓦扬伯爵，1790年 - 1872年），1851年授法国元帅
- 雅克·勒鲁瓦·德·圣阿尔诺，（1798年 - 1854年），1852年授法国元帅
- 贝尔纳·皮埃尔·马尼昂， （1791年 - 1865年），1852年授法国元帅
- 卡斯特拉内侯爵（Esprit Victor Boniface de Castellane），（1788年 - 1862年），1852年授法国元帅

## 法兰西第二帝国
拿破仑三世的十二位法国元帅，皇帝在1852年到1870年颁授
- 阿希尔·巴拉杰·迪里埃，巴拉杰·迪里埃伯爵（Count Baraguey d'Hilliers） （1795年 - 1878年），1854年晋升法国元帅
- 艾马布勒·让·雅克·佩利西耶，马拉科夫公爵（Duke of Malakoff） （1794年 - 1864年），1855年晋升法国元帅
- 雅克·路易·朗东，朗东伯爵（Count Randon） （1795年 - 1871年），1856年晋升法国元帅
- 弗朗索瓦·塞尔坦·康罗贝尔（1809年 - 1895年），1856年晋升法国元帅
- 皮埃尔·约瑟夫·弗朗索瓦·博斯凯， （1810年 - 1861年），1856年晋升法国元帅
- 帕特里斯·麦克马洪，馬真塔公爵 （1809年 - 1893年），1859年晋升法国元帅
- 雷尼奥·德·圣-让·当热利伯爵，（Count Regnault de Saint-Jean d'Angély） （1794年 - 1870年），1859年晋升法国元帅
- 阿道夫·尼埃尔，（1802年 - 1869年），1859年晋升法国元帅
- 菲利浦·安托万·奥拉诺，奥拉诺伯爵（Count of Ornano） （1784年 - 1863年），1861年晋升法国元帅
- 埃利·弗雷德里克·福雷， （1804年 - 1872年），1863年晋升法国元帅
- 弗朗索瓦·阿希尔·巴赞， （1811年 - 1888年），1864年晋升法国元帅
- 埃德蒙·勒伯夫，（1809年 - 1888年），1870年晋升法国元帅

## 法兰西第三共和国
雷蒙·普恩加莱总统的三位法国元帅，1913年 - 1920年
- 約瑟夫·霞飛， （1852年 - 1931年），1916年晋升法国元帅
- 费迪南·福煦，（1851年 - 1929年），1918年晋升法国元帅
- 菲利普·贝当， （1856年 - 1951年），1918年晋升法国元帅

亚历山大·米勒兰总统的五位法国元帅，1920年 - 1924年
- 约瑟夫·西蒙·加利埃尼， （1849年 - 1916年），1921年死后被追封为法国元帅。
- 路易·赫伯特·利奥泰， （1854年 - 1934年），1921年晋升法国元帅
- 路易斯·费利克斯·马涅·弗朗索瓦·弗朗谢·德斯佩雷， （1856年 - 1942年）,1921年晋升法国元帅
- 埃米爾·法約勒， （1852年 - 1928年），1921年晋升法国元帅
- 米歇尔·约瑟夫·莫努里， （1847年 - 1923年），1923年晋升法国元帅

## 法兰西第四共和国
樊尚·奥里奥尔总统当政期间的三位法国元帅，1947-1954
- 让·德·拉特尔·德·塔西尼，（1889年—1952年），1952年获追封为法国元帅。
- 菲利普·弗朗索瓦·勒克莱尔·德·奥特克洛克，（1902年—1947年），他在一次飞机失事中罹难，1952年获追封为法国元帅。
- 阿尔方斯·朱安（1888年—1967年），1952年5月晋升为法国元帅。

## 法兰西第五共和国
弗朗索瓦·密特朗总统当政期间的一位法国元帅，1981年—1995年
- 马里-皮埃尔·柯尼希（1898年—1970年），1984年获追封为法国元帅。